# Pholcus
Pholcus is een geslacht van spinnen uit de familie van de trilspinnen.

## Verspreiding en leefgebied
Het geslacht komt voor in warmere streken in grotten, rotsen en gebouwen.

## Soorten
Het geslacht kent de volgende soorten:
- Pholcus abstrusus Yao & Li, 2012
- Pholcus acutulus Paik, 1978
- Pholcus aduncus Yao & Li, 2012
- Pholcus afghanus Senglet, 2008
- Pholcus agilis Yao & Li, 2012
- Pholcus alagarkoil (Huber, 2011)
- Pholcus alloctospilus Zhu & Gong, 1991
- Pholcus alpinus Yao & Li, 2012
- Pholcus alticeps Spassky, 1932
- Pholcus amani Huber, 2011
- Pholcus anachoreta Dimitrov & Ribera, 2006
- Pholcus ancoralis L. Koch, 1865
- Pholcus ankang Yang, He & Yao, 2024
- Pholcus anlong Chen, Zhang & Zhu, 2011
- Pholcus arayat Huber, 2011
- Pholcus arcuatilis Yao & Li, 2013
- Pholcus arkit Huber, 2011
- Pholcus armeniacus Senglet, 1974
- Pholcus arsacius Senglet, 2008
- Pholcus attuleh Huber, 2011
- Pholcus auricularis B. S. Zhang, F. Zhang & Liu, 2016
- Pholcus babao Tong & Li, 2010
- Pholcus baguio Huber, 2016
- Pholcus bailongensis Yao & Li, 2012
- Pholcus bajia Lu, Yao & He, 2022
- Pholcus baka Huber, 2011
- Pholcus bakweri Huber, 2011
- Pholcus baldiosensis Wunderlich, 1992
- Pholcus bamboutos Huber, 2011
- Pholcus bangfai Huber, 2011
- Pholcus bantouensis Yao & Li, 2012
- Pholcus baoji Yang, He & Yao, 2024
- Pholcus bat Lan & Li, 2021
- Pholcus batepa Huber, 2011
- Pholcus beijingensis Zhu & Song, 1999
- Pholcus berlandi Millot, 1941
- Pholcus bessus Zhu & Gong, 1991
- Pholcus bicornutus Simon, 1892
- Pholcus bidentatus Zhu, J. X. Zhang, Z. S. Zhang & Chen, 2005
- Pholcus bifidus Yao, Pham & Li, 2015
- Pholcus bikilai Huber, 2011
- Pholcus bimbache Dimitrov & Ribera, 2006
- Pholcus bing Yao & Li, 2012
- Pholcus bolikhamsai Huber, 2011
- Pholcus bourgini Millot, 1941
- Pholcus brevis Yao & Li, 2012
- Pholcus bulacanensis Yao & Li, 2017
- Pholcus caecus Yao, Pham & Li, 2015
- Pholcus calcar Wunderlich, 1987
- Pholcus calligaster Thorell, 1895
- Pholcus camba Huber, 2011
- Pholcus caspius Senglet, 2008
- Pholcus ceheng Chen, Zhang & Zhu, 2011
- Pholcus cenranaensis Yao & Li, 2016
- Pholcus ceylonicus O. Pickard-Cambridge, 1869
- Pholcus chang Yao & Li, 2012
- Pholcus changchi Yao, Li & Lu, 2022
- Pholcus changli Yao, 2024
- Pholcus chappuisi Fage, 1936
- Pholcus chattoni Millot, 1941
- Pholcus cheaha Huber, 2011
- Pholcus chengde Yao, Li & Lu, 2022
- Pholcus cheongogensis Kim & Ye, 2015
- Pholcus chevronus Yin, Xu & Bao, 2012
- Pholcus chiakensis Seo, 2014
- Pholcus chicheng Tong & Li, 2010
- Pholcus chilgapsanensis J. G. Lee & J. H. Lee, 2021
- Pholcus choctaw Huber, 2011
- Pholcus chugok J. G. Lee & J. H. Lee, 2024
- Pholcus chuncheonensis J. G. Lee, Choi & S. K. Kim, 2021
- Pholcus circularis Kraus, 1960
- Pholcus clavatus Schenkel, 1936
- Pholcus clavimaculatus Zhu & Song, 1999
- Pholcus cophenius Senglet, 2008
- Pholcus corcho Wunderlich, 1987
- Pholcus corniger Dimitrov & Ribera, 2006
- Pholcus crassipalpis Spassky, 1937
- Pholcus crassus Paik, 1978
- Pholcus creticus Senglet, 1971
- Pholcus crypticolenoides Kim, J. H. Lee & J. G. Lee, 2015
- Pholcus crypticolens Bösenberg & Strand, 1906
- Pholcus cuneatus Yao & Li, 2012
- Pholcus curvus B. S. Zhang, F. Zhang & Liu, 2016
- Pholcus dade Huber, 2011
- Pholcus dali Zhang & Zhu, 2009
- Pholcus datan Tong & Li, 2010
- Pholcus datong Yao, Li & Lu, 2022
- Pholcus debilis (Thorell, 1899)
- Pholcus decorus Yao & Li, 2012
- Pholcus dentatus Wunderlich, 1995
- Pholcus deunggolensis Kim & Kim, 2016
- Pholcus dieban Yao & Li, 2012
- Pholcus difengensis Yao & Li, 2016
- Pholcus dixie Huber, 2011
- Pholcus djelalabad Senglet, 2008
- Pholcus dongxue Yao & Li, 2017
- Pholcus doucki Huber, 2011
- Pholcus duan Yao & Li, 2017
- Pholcus dungara Huber, 2001
- Pholcus duryun Jang, Bae, Lee, Yoo & Kim, 2023
- Pholcus edentatus Campos & Wunderlich, 1995
- Pholcus elymaeus Senglet, 2008
- Pholcus exilis Tong & Li, 2010
- Pholcus extumidus Paik, 1978
- Pholcus fagei Kratochvíl, 1940
- Pholcus faveauxi (Lawrence, 1967)
- Pholcus fengcheng Zhang & Zhu, 2009
- Pholcus fengmeii Zhang, He & Yao, 2024
- Pholcus fengning Yao, Li & Lu, 2022
- Pholcus foliaceus Peng & Zhang, 2013
- Pholcus fragillimus Strand, 1907
- Pholcus fuerteventurensis Wunderlich, 1992
- Pholcus gaizhou Yao & Li, 2021
- Pholcus gajiensis Seo, 2014
- Pholcus ganziensis Yao & Li, 2012
- Pholcus gaoi Song & Ren, 1994
- Pholcus genuiformis Wunderlich, 1995
- Pholcus gimsatgat J. G. Lee & J. H. Lee, 2024
- Pholcus gomerae Wunderlich, 1980
- Pholcus gonggarensis Yao & Li, 2016
- Pholcus gosuensis Kim & Lee, 2004
- Pholcus gracillimus Thorell, 1890
- Pholcus guadarfia Dimitrov & Ribera, 2007
- Pholcus guangling Yao, Li & Lu, 2022
- Pholcus guani Song & Ren, 1994
- Pholcus guanshui Yao & Li, 2021
- Pholcus gui Zhu & Song, 1999
- Pholcus guineensis Millot, 1941
- Pholcus hamaensis Yao & Li, 2016
- Pholcus hamatus Tong & Ji, 2010
- Pholcus hamuchal Yao & Li, 2020
- Pholcus harveyi Zhang & Zhu, 2009
- Pholcus helenae Wunderlich, 1987
- Pholcus henanensis Zhu & Mao, 1983
- Pholcus hieroglyphicus Pavesi, 1883
- Pholcus higoensis Irie & Ono, 2008
- Pholcus hinsonensis Yao & Li, 2016
- Pholcus hochiminhi Yao, Pham & Li, 2015
- Pholcus hoyo Huber, 2011
- Pholcus huailai Yao, Li & Lu, 2022
- Pholcus huapingensis Yao & Li, 2012
- Pholcus huberi Zhang & Zhu, 2009
- Pholcus hunyuan Yao, Li & Lu, 2022
- Pholcus huoxiaerensis Yao & Li, 2016
- Pholcus hwaam Jang, Bae, Lee, Yoo & Kim, 2023
- Pholcus hwangjeong J. G. Lee & J. H. Lee, 2024
- Pholcus hyrcanus Senglet, 1974
- Pholcus hystaspus Senglet, 2008
- Pholcus imbricatus Yao & Li, 2012
- Pholcus incheonensis J. G. Lee & J. H. Lee, 2021
- Pholcus intricatus Dimitrov & Ribera, 2003
- Pholcus jaegeri Huber, 2011
- Pholcus jiaocheng Zhao, Li & Yao, 2023
- Pholcus jiaotu Yao & Li, 2012
- Pholcus jiaozuo Yang & Yao, 2024
- Pholcus jiguanshan Yao & Li, 2021
- Pholcus jindongensis Seo, 2018
- Pholcus jingnan Yao & Li, 2020
- Pholcus jingyangensis Yao & Li, 2016
- Pholcus jinniu Tong & Li, 2010
- Pholcus jinwum Huber, 2001
- Pholcus jiulong Tong & Li, 2010
- Pholcus jiuwei Tong & Ji, 2010
- Pholcus jixianensis Zhu & Yu, 1983
- Pholcus joreongensis Seo, 2004
- Pholcus jusahi Huber, 2011
- Pholcus juwangensis Seo, 2014
- Pholcus kaebyaiensis Yao & Li, 2016
- Pholcus kakum Huber, 2009
- Pholcus kalam Yao & Li, 2020
- Pholcus kamkaly Huber, 2011
- Pholcus kandahar Senglet, 2008
- Pholcus kangding Zhang & Zhu, 2009
- Pholcus kapuri Tikader, 1977
- Pholcus karawari Huber, 2011
- Pholcus kawit Huber, 2016
- Pholcus kihansi Huber, 2011
- Pholcus kimi Song & Zhu, 1994
- Pholcus kindia Huber, 2011
- Pholcus kingi Huber, 2011
- Pholcus knoeseli Wunderlich, 1992
- Pholcus koah Huber, 2001
- Pholcus koasati Huber, 2011
- Pholcus kohi Huber, 2011
- Pholcus krachensis Yao & Li, 2016
- Pholcus kribi Huber, 2011
- Pholcus kuaile Yao, Li & Lu, 2022
- Pholcus kui Yao & Li, 2012
- Pholcus kunming Zhang & Zhu, 2009
- Pholcus kwamgumi Huber, 2011
- Pholcus kwanaksanensis Namkung & Kim, 1990
- Pholcus kwangkyosanensis Kim & Park, 2009
- Pholcus kyondo Huber, 2011
- Pholcus laksao Huber, 2011
- Pholcus lamperti Strand, 1907
- Pholcus langensis Yao & Li, 2016
- Pholcus lanieri Huber, 2011
- Pholcus leruthi Lessert, 1935
- Pholcus lexuancanhi Yao, Pham & Li, 2012
- Pholcus lijiangensis Yao & Li, 2012
- Pholcus lilangai Huber, 2011
- Pholcus linfen Zhao, Li & Yao, 2023
- Pholcus lingguanensis Yao & Li, 2016
- Pholcus lingulatus Gao, Gao & Zhu, 2002
- Pholcus linzhou F. Zhang & J. X. Zhang, 2000
- Pholcus lishi Zhao, Li & Yao, 2023
- Pholcus liui Yao & Li, 2012
- Pholcus liutu Yao & Li, 2012
- Pholcus longlin Yao & Li, 2020
- Pholcus longus Yao & Li, 2016
- Pholcus longxigu Yao & Li, 2021
- Pholcus lualaba Huber, 2011
- Pholcus luanping Yao, Li & Lu, 2022
- Pholcus luding Tong & Li, 2010
- Pholcus luki Huber, 2011
- Pholcus luliang Zhao, Li & Yao, 2023
- Pholcus luonan Yang & Yao, 2024
- Pholcus luoquanbei Yao & Li, 2021
- Pholcus luoyang Yang & Yao, 2024
- Pholcus lupanga Huber, 2011
- Pholcus lushan Yang & Yao, 2024
- Pholcus luya Peng & Zhang, 2013
- Pholcus madeirensis Wunderlich, 1987
- Pholcus maepo J. G. Lee & J. H. Lee, 2024
- Pholcus magnus Wunderlich, 1987
- Pholcus malpaisensis Wunderlich, 1992
- Pholcus manueli Gertsch, 1937
- Pholcus mao Yao & Li, 2012
- Pholcus maronita Brignoli, 1977
- Pholcus mascaensis Wunderlich, 1987
- Pholcus maxian Lu, Yang & He, 2021
- Pholcus mazumbai Huber, 2011
- Pholcus mbuti Huber, 2011
- Pholcus mecheria Huber, 2011
- Pholcus medicus Senglet, 1974
- Pholcus medog Zhang, Zhu & Song, 2006
- Pholcus mengla Song & Zhu, 1999
- Pholcus mentawir Huber, 2011
- Pholcus metta Huber, 2019
- Pholcus mianshanensis Zhang & Zhu, 2009
- Pholcus mino J. G. Lee & J. H. Lee, 2024
- Pholcus mirabilis Yao & Li, 2012
- Pholcus mixiaoqii Xu, Zhang & Yao, 2019
- Pholcus moca Huber, 2011
- Pholcus mohang Jang, Bae, Lee, Yoo & Kim, 2023
- Pholcus montanus Paik, 1978
- Pholcus multidentatus Wunderlich, 1987
- Pholcus mulu Huber, 2016
- Pholcus muralicola Maughan & Fitch, 1976
- Pholcus musensis Yao & Li, 2016
- Pholcus nagasakiensis Strand, 1918
- Pholcus namkhan Huber, 2011
- Pholcus negara Huber, 2011
- Pholcus nenjukovi Spassky, 1936
- Pholcus ningan Yao & Li, 2018
- Pholcus nkoetye Huber, 2011
- Pholcus nodong Huber, 2011
- Pholcus noeun J. G. Lee & J. H. Lee, 2024
- Pholcus obscurus Yao & Li, 2012
- Pholcus oculosus F. Zhang & J. X. Zhang, 2000
- Pholcus okgye Huber, 2011
- Pholcus olangapo Huber, 2016
- Pholcus opilionoides (Schrank, 1781)
- Pholcus ornatus Bösenberg, 1895
- Pholcus otomi Huber, 2011
- Pholcus ovatus Yao & Li, 2012
- Pholcus pagbilao Huber, 2011
- Pholcus pajuensis J. G. Lee, Choi & S. K. Kim, 2021
- Pholcus palgongensis Seo, 2014
- Pholcus papilionis Peng & Zhang, 2011
- Pholcus papillatus B. S. Zhang, F. Zhang & Liu, 2016
- Pholcus paralinzhou Zhang & Zhu, 2009
- Pholcus parayichengicus Zhang & Zhu, 2009
- Pholcus parkyeonensis Kim & Yoo, 2009
- Pholcus parthicus Senglet, 2008
- Pholcus parvus Wunderlich, 1987
- Pholcus pennatus Zhang, Zhu & Song, 2005
- Pholcus persicus Senglet, 1974
- Pholcus phalangioides (Fuesslin, 1775)
- Pholcus phnombak Lan, Jäger & Li, 2021
- Pholcus phoenixus Zhang & Zhu, 2009
- Pholcus phungiformes Oliger, 1983
- Pholcus piagolensis Seo, 2018
- Pholcus ping Yao & Li, 2017
- Pholcus pocheonensis J. G. Lee, Choi & S. K. Kim, 2021
- Pholcus pojeonensis Kim & Yoo, 2008
- Pholcus ponticus Thorell, 1875
- Pholcus punu Huber, 2014
- Pholcus puranappui Huber, 2019
- Pholcus pyeongchangensis Seo, 2018
- Pholcus qingchengensis Gao, Gao & Zhu, 2002
- Pholcus qinghaiensis Song & Zhu, 1999
- Pholcus qingyunensis Yao & Li, 2016
- Pholcus rawiriae Huber, 2014
- Pholcus reevesi Huber, 2011
- Pholcus roquensis Wunderlich, 1992
- Pholcus ruteng Huber, 2011
- Pholcus saaristoi Zhang & Zhu, 2009
- Pholcus saidovi Yao & Li, 2017
- Pholcus sakaew Yao & Li, 2018
- Pholcus schawalleri Yao, Li & Jäger, 2014
- Pholcus seokmodoensis J. G. Lee & J. H. Lee, 2021
- Pholcus seorakensis Seo, 2018
- Pholcus seoulensis J. G. Lee & J. H. Lee, 2021
- Pholcus shangluo Yang & Yao, 2024
- Pholcus shangrila Zhang & Zhu, 2009
- Pholcus shenshi Yao & Li, 2021
- Pholcus shuangtu Yao & Li, 2012
- Pholcus shuguanensis Yao & Li, 2017
- Pholcus sidorenkoi Dunin, 1994
- Pholcus silvai Wunderlich, 1995
- Pholcus simbok Huber, 2011
- Pholcus socheunensis Paik, 1978
- Pholcus sogdianae Brignoli, 1978
- Pholcus sokkrisanensis Paik, 1978
- Pholcus solchi J. G. Lee & J. H. Lee, 2024
- Pholcus songi Zhang & Zhu, 2009
- Pholcus songkhonensis Yao & Li, 2016
- Pholcus songxian Zhang & Zhu, 2009
- Pholcus soukous Huber, 2011
- Pholcus spasskyi Brignoli, 1978
- Pholcus spiliensis Wunderlich, 1995
- Pholcus spilis Zhu & Gong, 1991
- Pholcus steineri Huber, 2011
- Pholcus strandi Caporiacco, 1941
- Pholcus sublaksao Yao & Li, 2013
- Pholcus sublingulatus Zhang & Zhu, 2009
- Pholcus suboculosus Peng & Zhang, 2011
- Pholcus subwuyiensis Zhang & Zhu, 2009
- Pholcus suizhongicus Zhu & Song, 1999
- Pholcus sumatraensis Wunderlich, 1995
- Pholcus suraksanensis J. G. Lee & J. H. Lee, 2021
- Pholcus sveni Wunderlich, 1987
- Pholcus taarab Huber, 2011
- Pholcus taibaiensis Wang & Zhu, 1992
- Pholcus taibeli Caporiacco, 1949
- Pholcus taishan Song & Zhu, 1999
- Pholcus taita Huber, 2011
- Pholcus tang Yao, Li & Lu, 2022
- Pholcus tangyuensis Yao & Li, 2016
- Pholcus tenerifensis Wunderlich, 1987
- Pholcus thakek Huber, 2011
- Pholcus tianmenshan Yao & Li, 2021
- Pholcus tianmuensis Yao & Li, 2016
- Pholcus tongi Yao & Li, 2012
- Pholcus tongyaoi Wang & Yao, 2020
- Pholcus triangulatus F. Zhang & J. X. Zhang, 2000
- Pholcus tuoyuan Yao & Li, 2012
- Pholcus turcicus Wunderlich, 1980
- Pholcus tuyan Yao & Li, 2012
- Pholcus twa Huber, 2011
- Pholcus uiseongensis Seo, 2018
- Pholcus umphang Yao & Li, 2018
- Pholcus unaksanensis J. G. Lee, Choi & S. K. Kim, 2021
- Pholcus undatus Yao & Li, 2012
- Pholcus ungyo J. G. Lee & J. H. Lee, 2024
- Pholcus uva Huber, 2019
- Pholcus varirata Huber, 2011
- Pholcus vatovae Caporiacco, 1940
- Pholcus velitchkovskyi Kulczyński, 1913
- Pholcus vietnamensis Yao & Li, 2017
- Pholcus viveki Sen, Dhali, Saha & Raychaudhuri, 2015
- Pholcus wahehe Huber, 2011
- Pholcus wangi Yao & Li, 2012
- Pholcus wangjiang Yao & Li, 2021
- Pholcus wangtian Tong & Ji, 2010
- Pholcus wangxidong Zhang & Zhu, 2009
- Pholcus weinan Yang & Yao, 2024
- Pholcus wenshui Zhao, Li & Yao, 2023
- Pholcus wonju J. G. Lee & J. H. Lee, 2024
- Pholcus woongil Huber, 2011
- Pholcus worak Jang, Bae, Lee, Yoo & Kim, 2023
- Pholcus wuling Tong & Li, 2010
- Pholcus wuyiensis Zhu & Gong, 1991
- Pholcus xiangfen Zhao, Li & Yao, 2023
- Pholcus xianrendong Liu & Tong, 2015
- Pholcus xiaotu Yao & Li, 2012
- Pholcus xinglong Yao, Li & Lu, 2022
- Pholcus xingqi Yao & Li, 2021
- Pholcus xingren Chen, Zhang & Zhu, 2011
- Pholcus xingyi Chen, Zhang & Zhu, 2011
- Pholcus xinzhou Yao, Li & Lu, 2022
- Pholcus xiuyan Zhao, Zheng & Yao, 2023
- Pholcus xuanzhong Zhao, Li & Yao, 2023
- Pholcus yangi Zhang & Zhu, 2009
- Pholcus yangpyeong Jang, Bae, Lee, Yoo & Kim, 2023
- Pholcus yanjinensis Yao & Li, 2016
- Pholcus yanqing Yao, Li & Lu, 2022
- Pholcus yaoshan Yao & Li, 2021
- Pholcus yeoncheonensis Kim, J. H. Lee & J. G. Lee, 2015
- Pholcus yeongwol Huber, 2011
- Pholcus yi Yao & Li, 2012
- Pholcus yichengicus Zhu, Tu & Shi, 1986
- Pholcus yongshun Yao & Li, 2018
- Pholcus yoshikurai Irie, 1997
- Pholcus yuantu Yao & Li, 2012
- Pholcus yugong Zhang & Zhu, 2009
- Pholcus yuhuangshan Yao & Li, 2021
- Pholcus yuncheng Yang & Yao, 2024
- Pholcus yunnanensis Yao & Li, 2012
- Pholcus yuxi Yao & Li, 2018
- Pholcus zham Zhang, Zhu & Song, 2006
- Pholcus zhangae Zhang & Zhu, 2009
- Pholcus zhaoi Yao, Pham & Li, 2015
- Pholcus zhongdongensis Yao & Li, 2016
- Pholcus zhongyang Zhao, Li & Yao, 2023
- Pholcus zhui Yao & Li, 2012
- Pholcus zhuolu Zhang & Zhu, 2009
- Pholcus zichyi Kulczyński, 1901